# Steve Smith (basket-ball, 1981)
Pour les articles homonymes, voir Steve Smith et Smith.
Ne doit pas être confondu avec Steve Smith (basket-ball).
Steve Smith, né le 28 juillet 1981, à Wilmington, dans le Delaware, est un joueur américain de basket-ball. Il évolue au poste d'ailier fort. 

## Clubs

### Collège
- 1999-2002 :  Coffeyville Community College (Junior College)

### Université
- 2002-2004 :  Iona College (NCAA I)

### Professionnel
- 2004-2005 :  Ljonin (Premier League)
- 2005-2006 :  Norrköping Dolphins (Basketligan) puis  Union Neuchâtel (LNA)
- 2006-2007 :  Lappeenrannan NMKY (Korisliiga)
- 2007-2009 :  KTP Basket (Korisliiga)
- 2009-2010 :  Union Jeanne d'Arc Phalange Quimper (Pro B)
- 2010-2011 :  Benetton Fribourg Olympic(LNA)
- 2011-2013 :  Lille Métropole Basket Clubs (Pro B)